# Serra do Courel

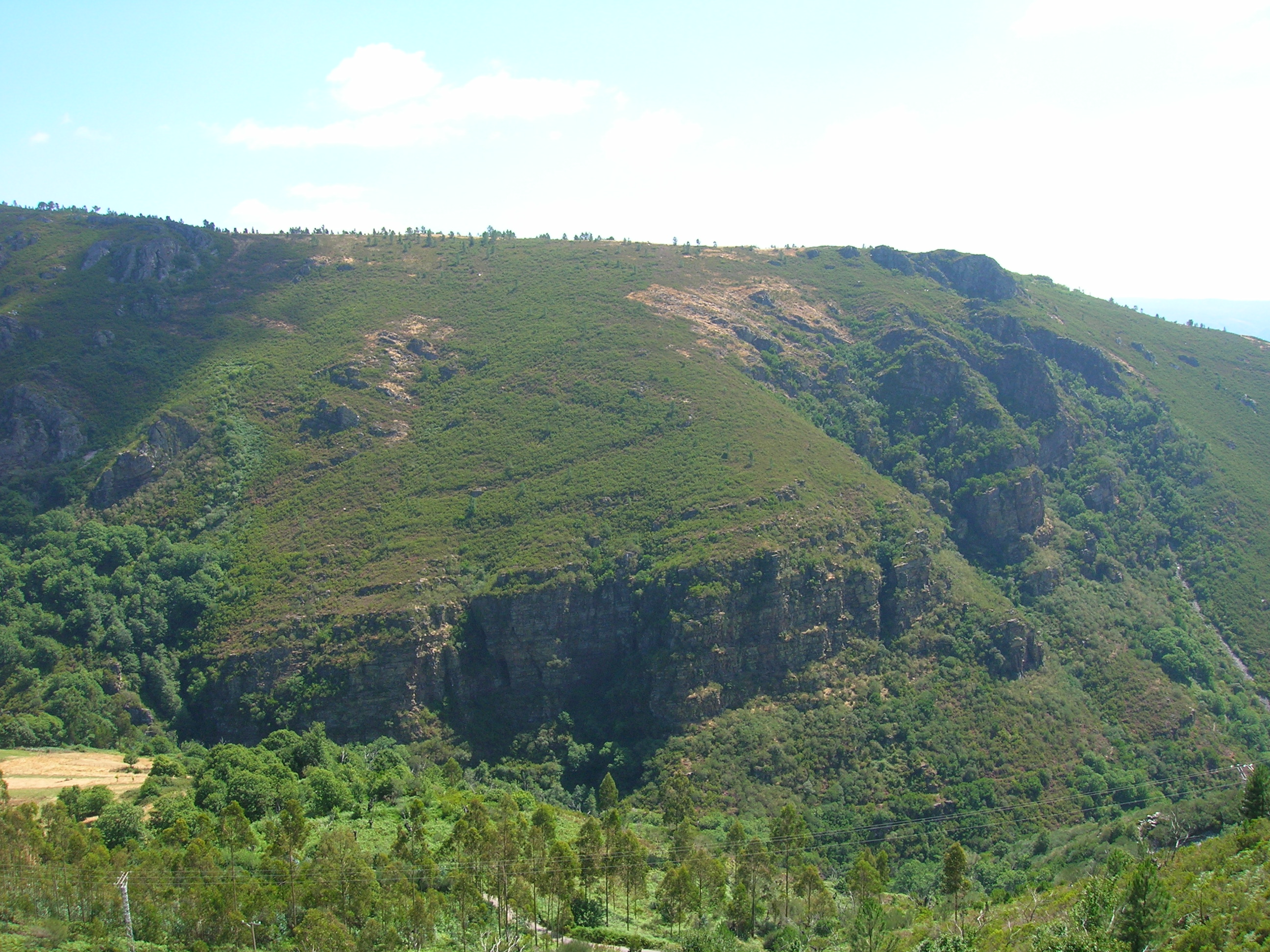
Pregue de Campodola-Leixazos, no concelho de Quiroga na Serra do Courel.

A serra do Courel é uma cordilheira montanhosa situada no sudeste da província de Lugo, Galiza que se estende pelos concelhos de Folgoso do Courel, na sua maior parte, Quiroga e Pedrafita do Cebreiro.

## Localização e características
Tem uma extensão de 21.020 hectares com fortes variações de altitude, que vão desde os 400-500 metros no vale do Rio Lor a mais de 1.600 metros nos pontos mais altos como Montouto, Formigueiros (1.643 metros) ou o pico de Pía Paxaro (1.610 metros). O Rio Lor, e os seus afluentes forman ricos vales com diversos ecossistemas que fazem que esta serra seja a reserva botânica mais importante da Galiza. A povoação espalhou-se de jeito disperso, formando numerosos núcleos de povoação.
Numa brecha desta serra encontraram-se os restos humanos mais antigos que se conservam da Galécia (entre 8.000 e 10.000 anos) quando os únicos restos de Auroque (Bos primigenius) achados em todo o país.
Estas terras foram um grande referente nas obras de Uxío Novoneyra, poeta e escritor natural de Parada de Moreda.

## Galeria de imagens

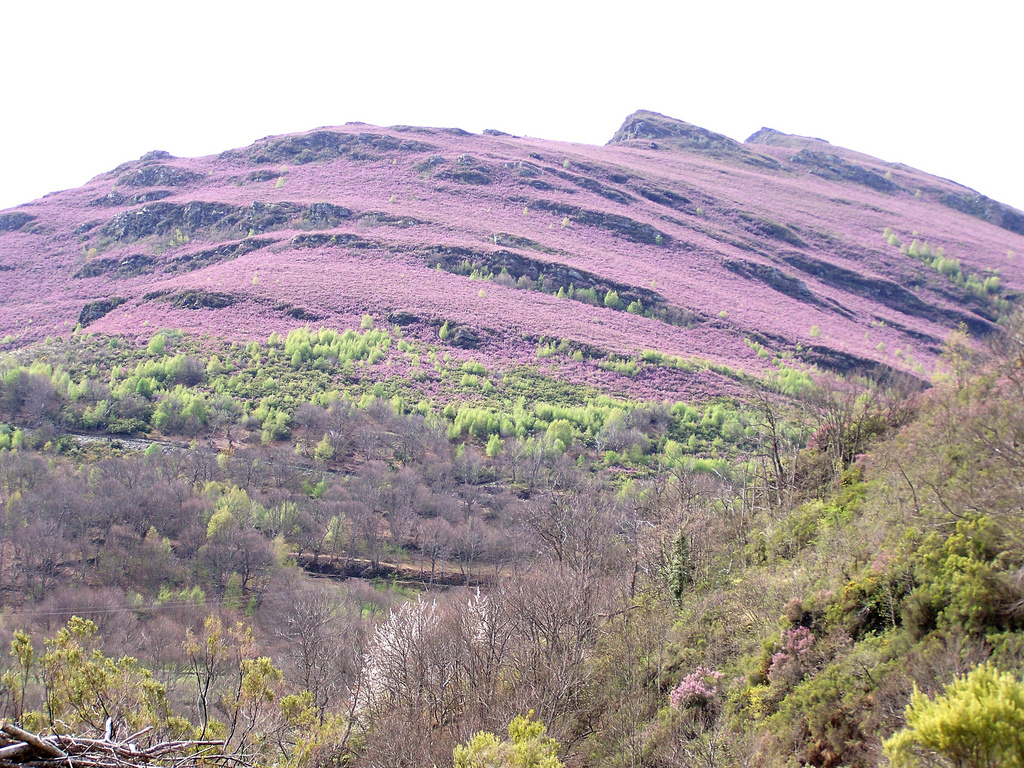
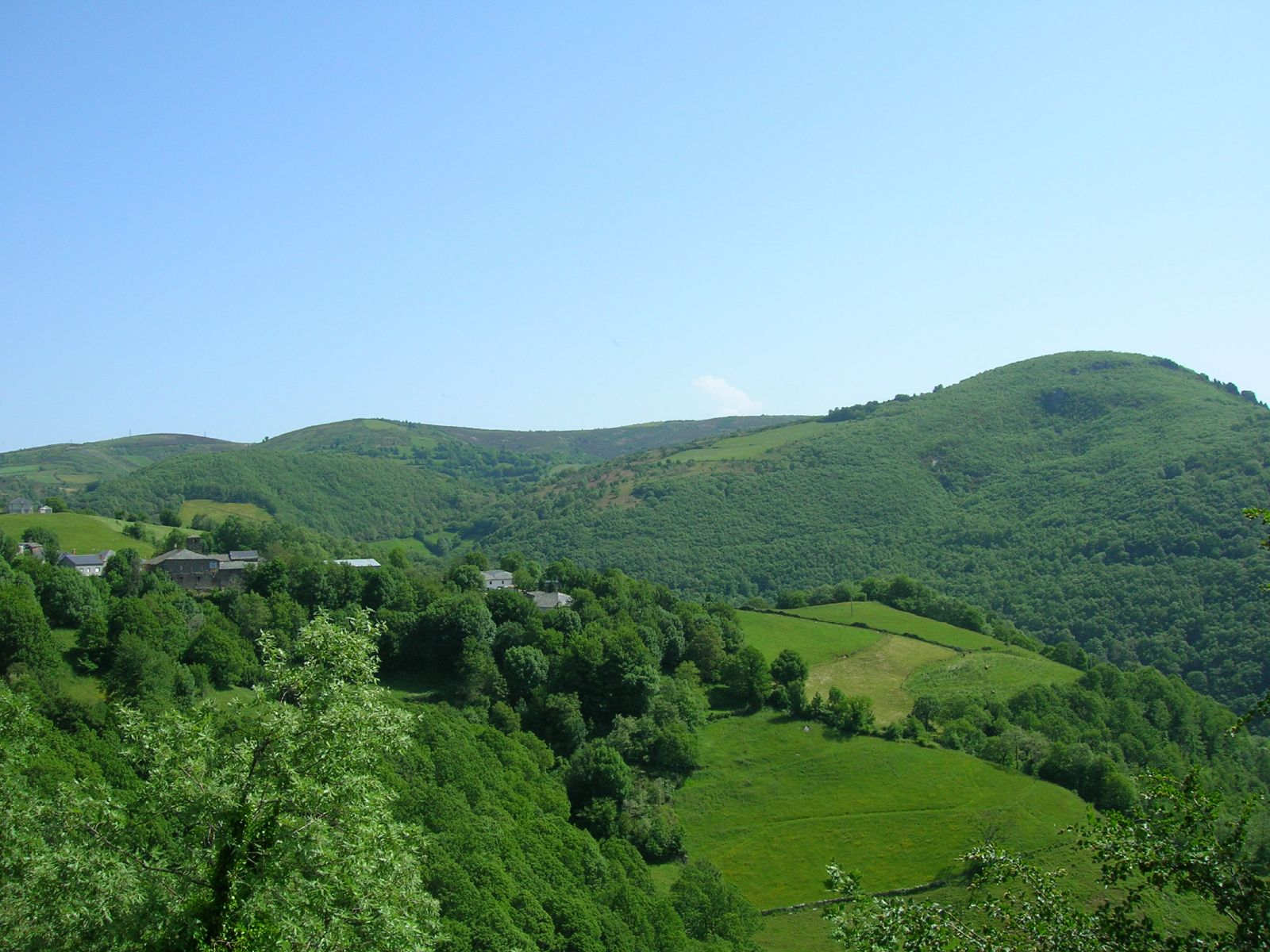
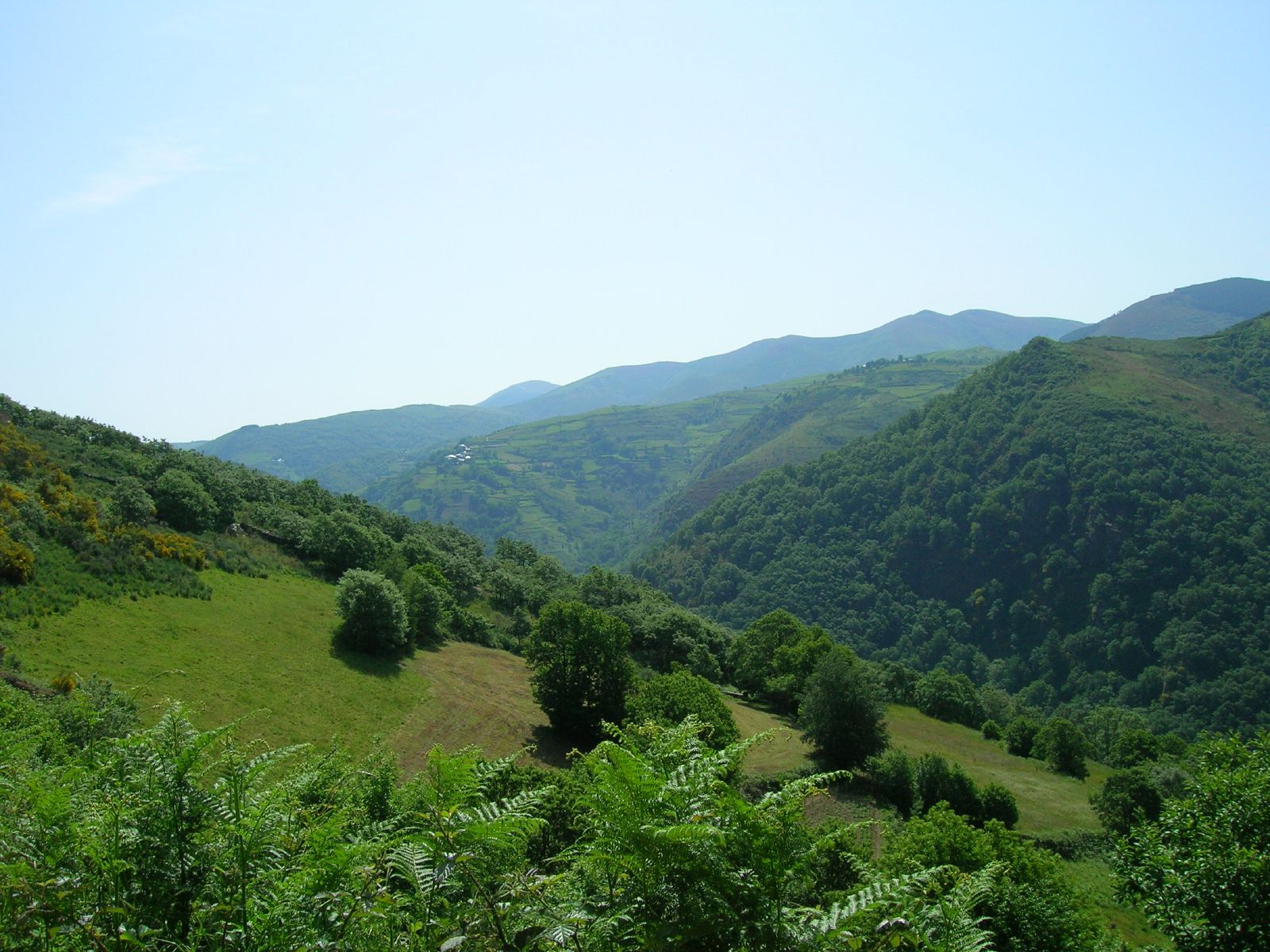
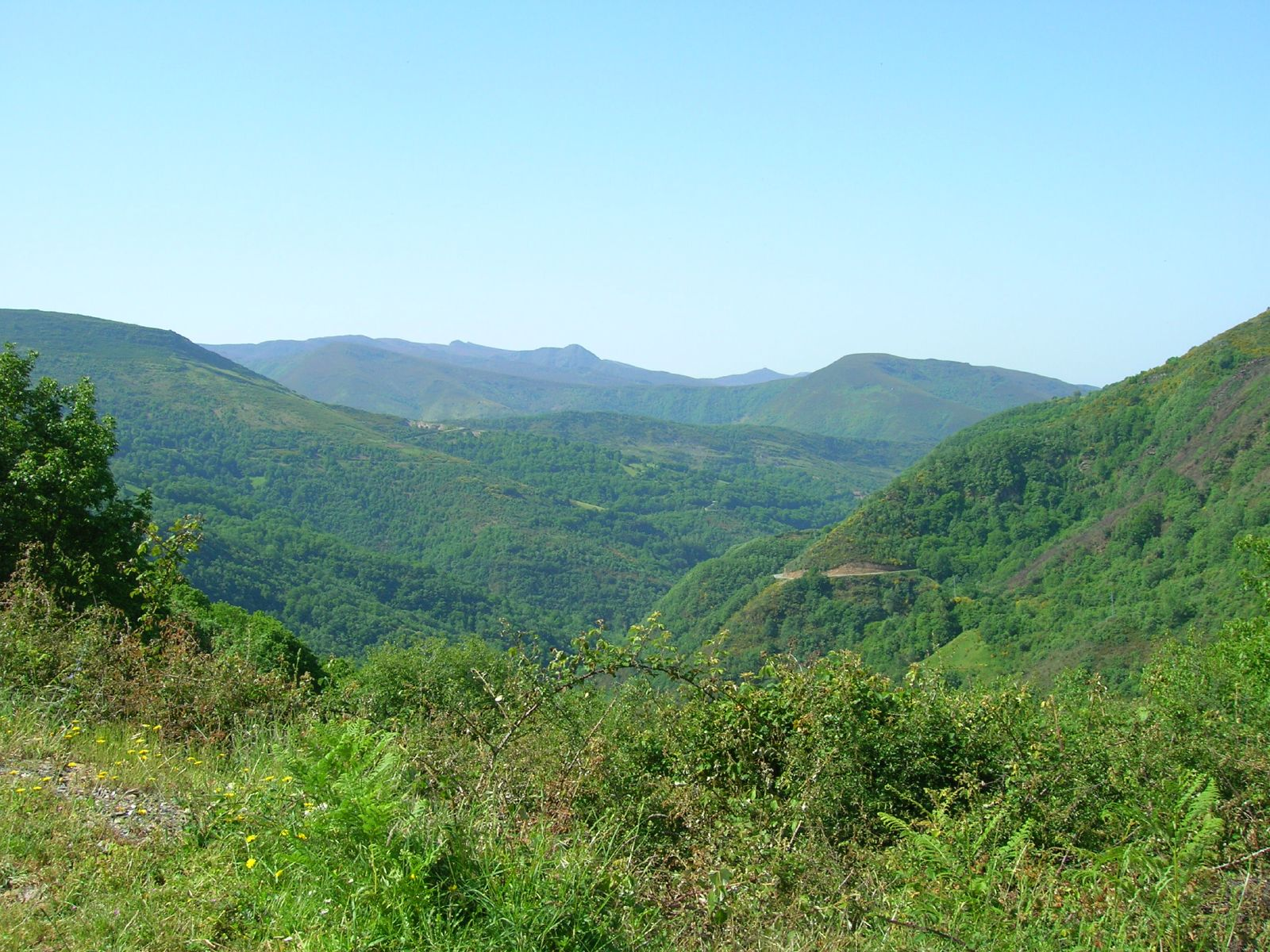
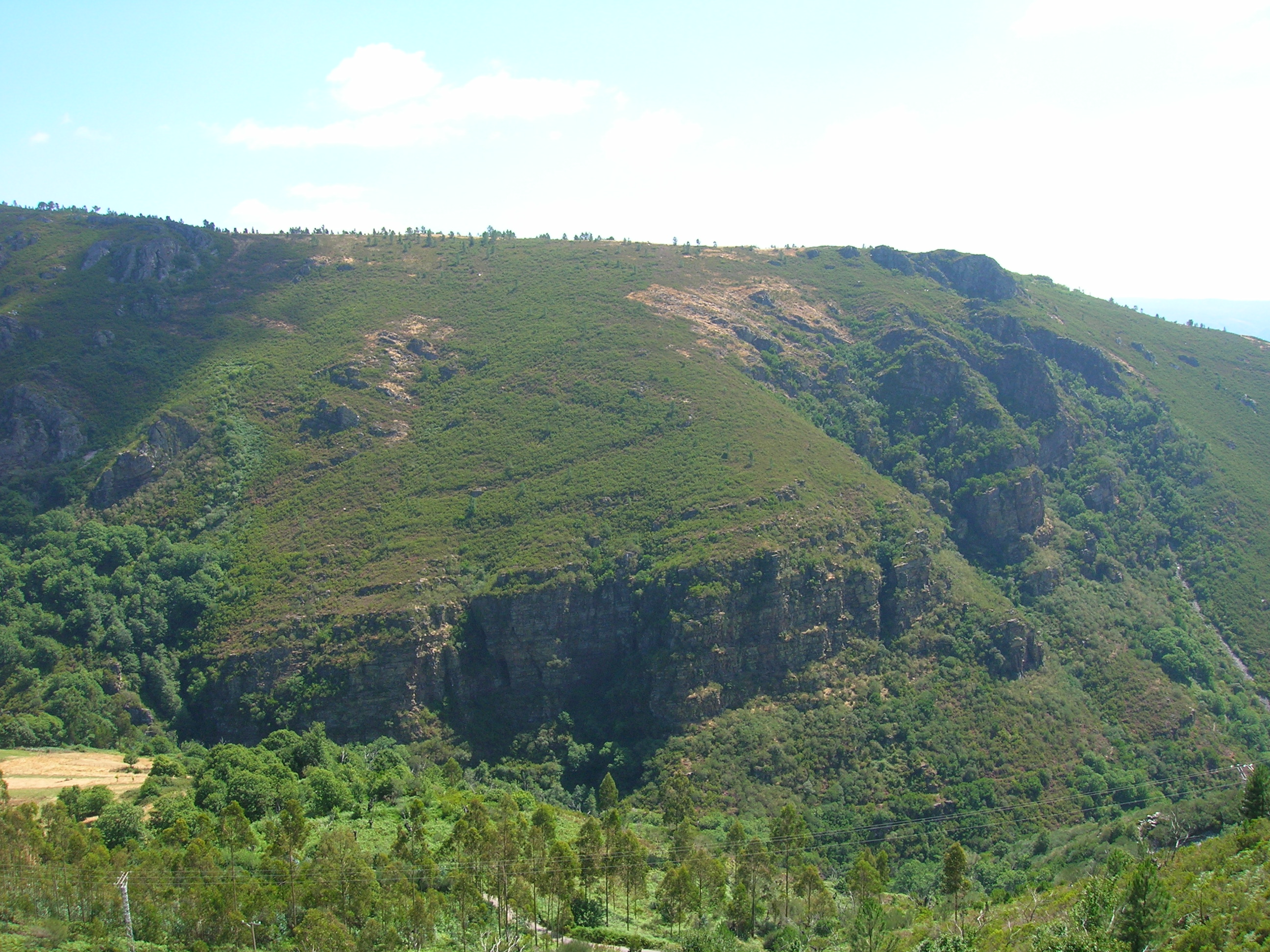
Pregue de Campodola-Leixazos, no concelho de Quiroga na Serra do Courel
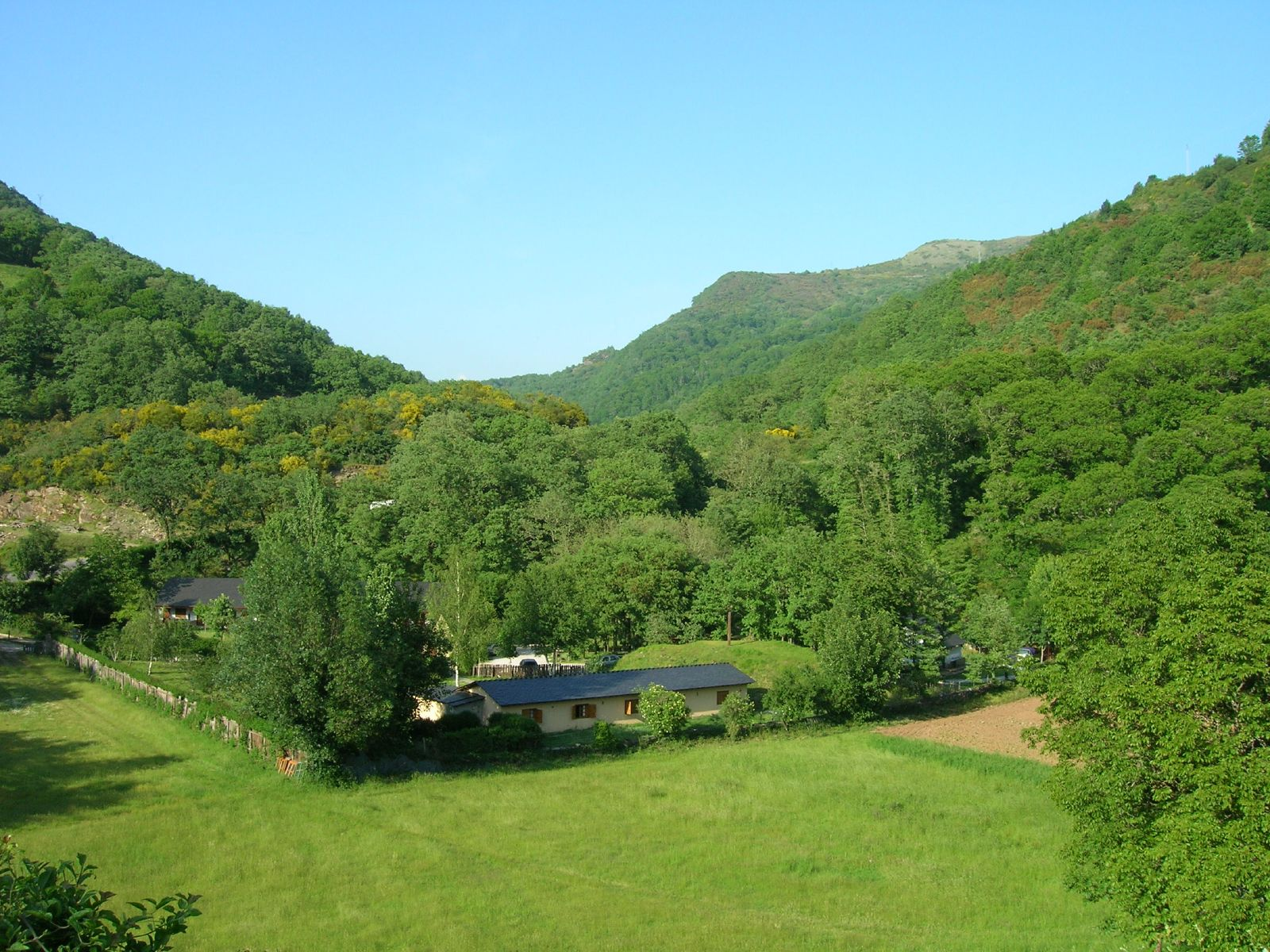
Esperante, Folgoso do Courel
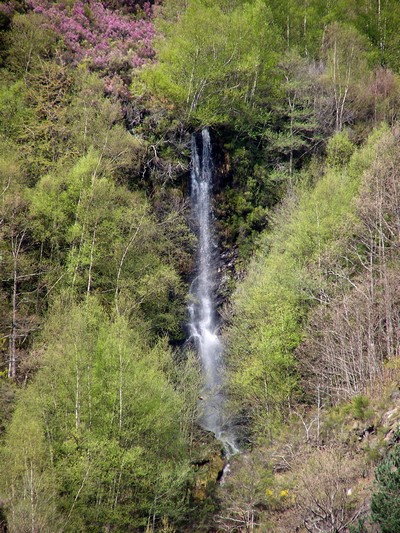
Cachoeira
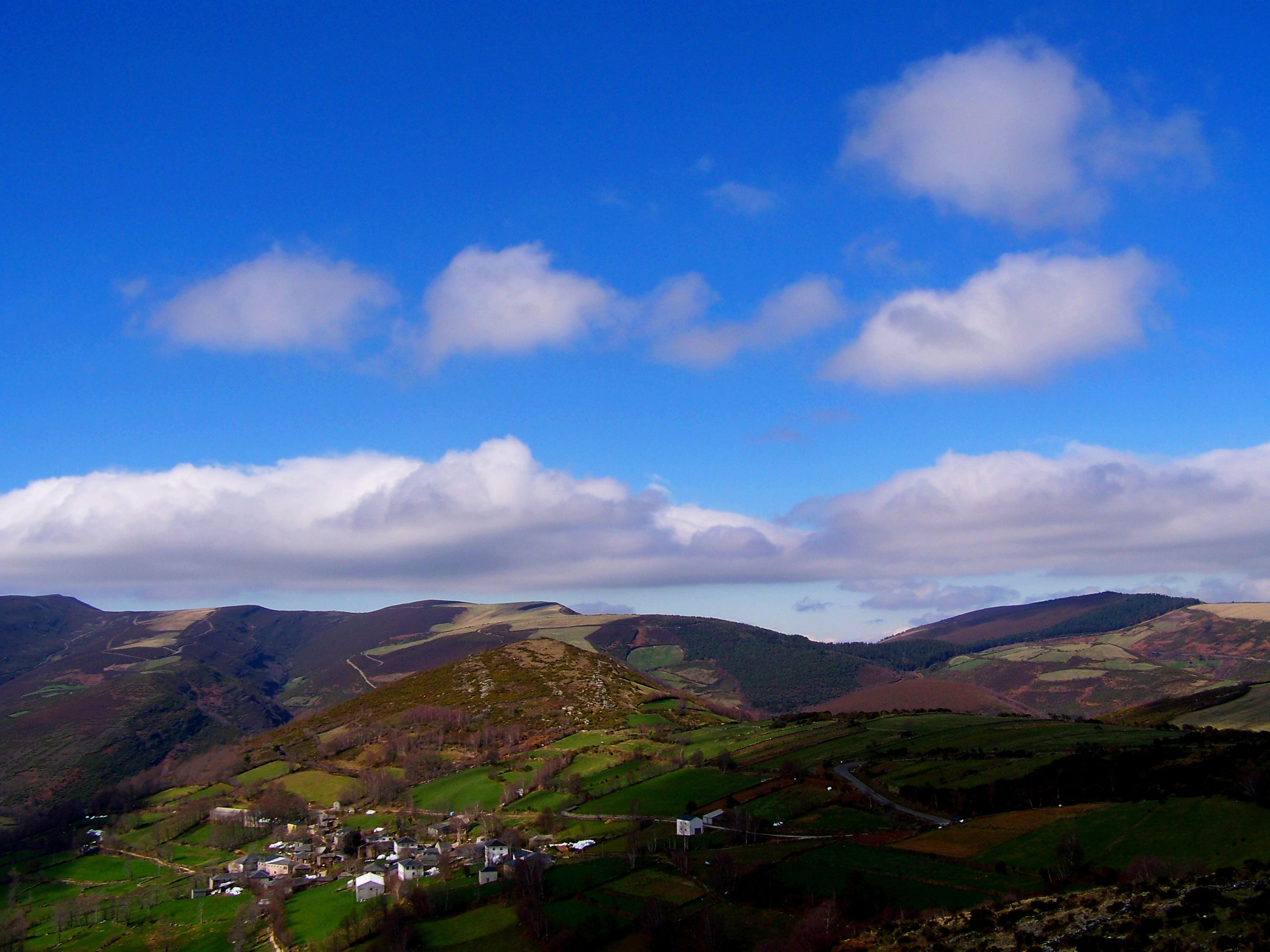
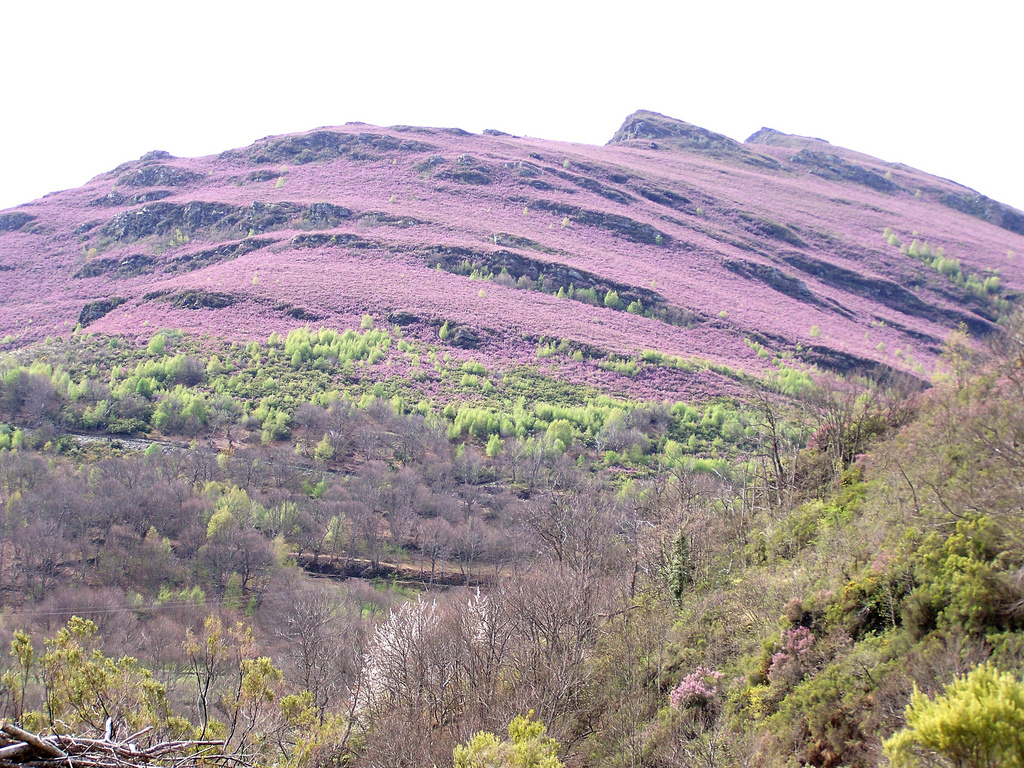
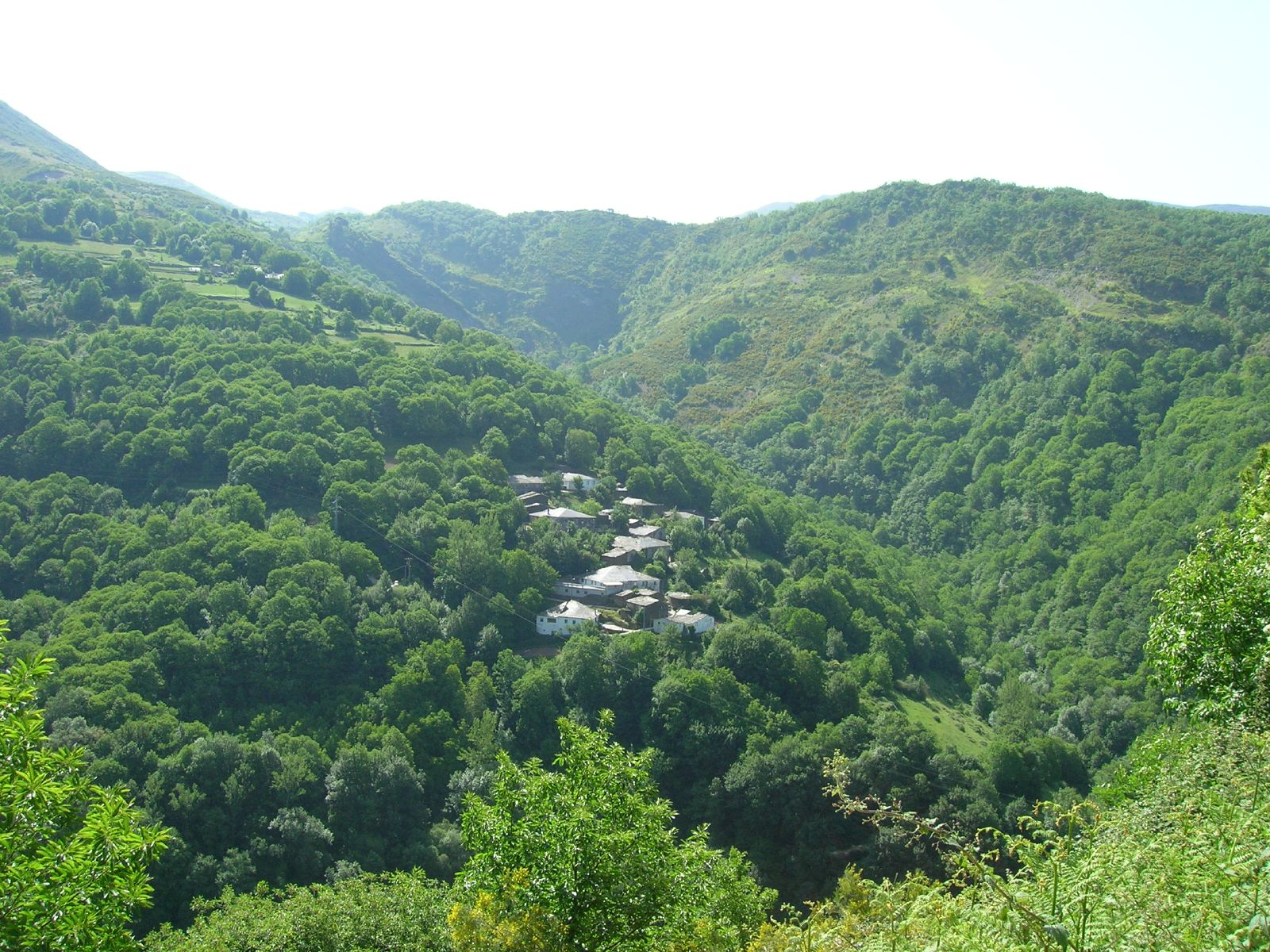
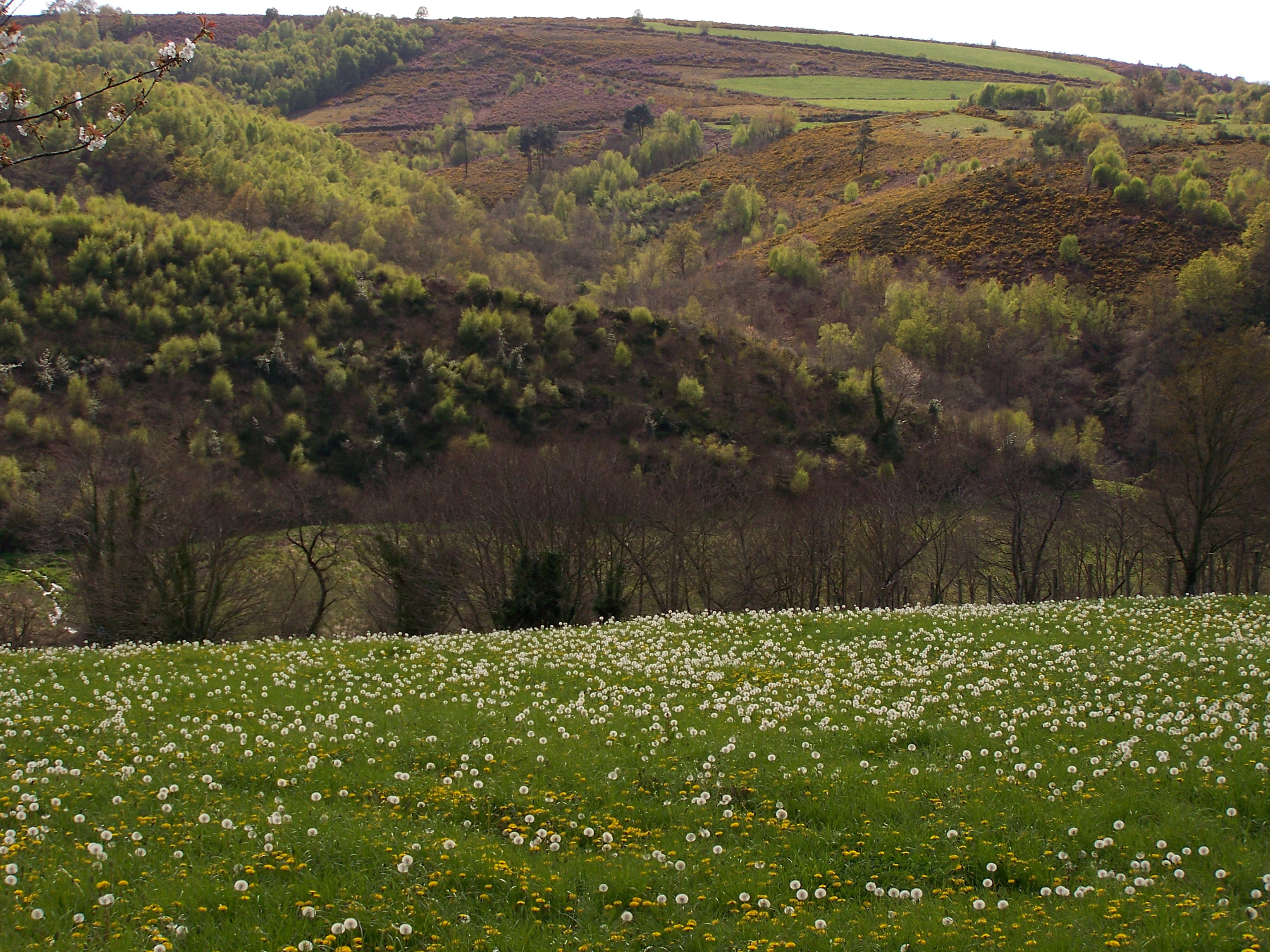
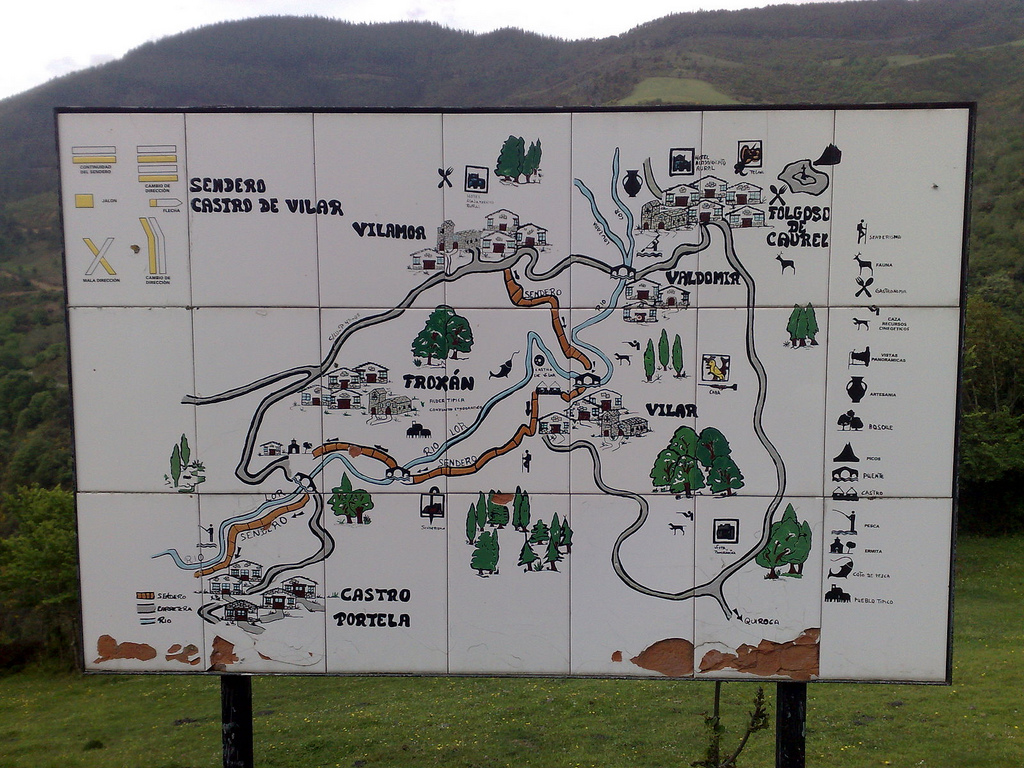
Sendeirismo Vilamor-Vilar-Froxan na Serra do Courel
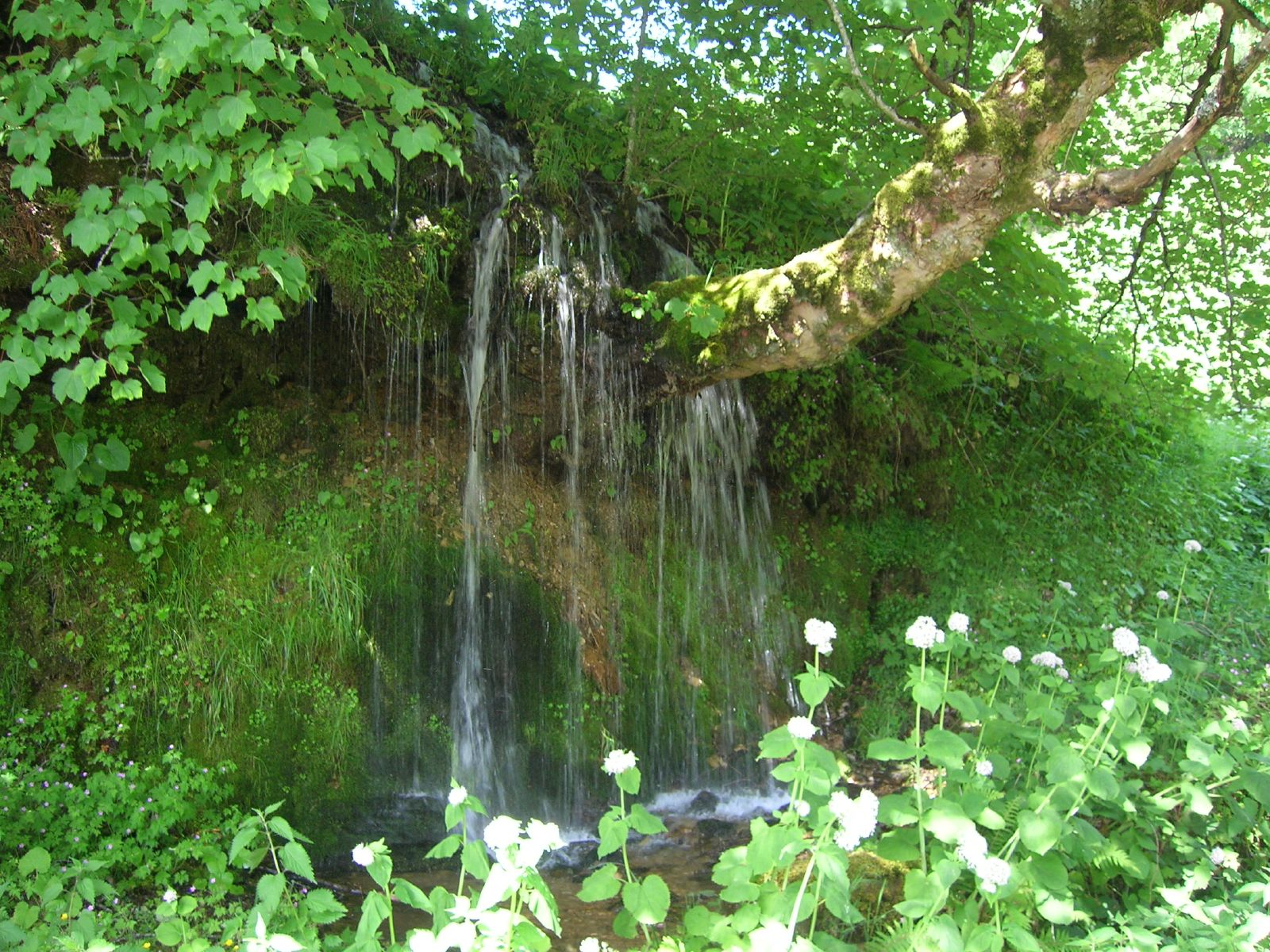
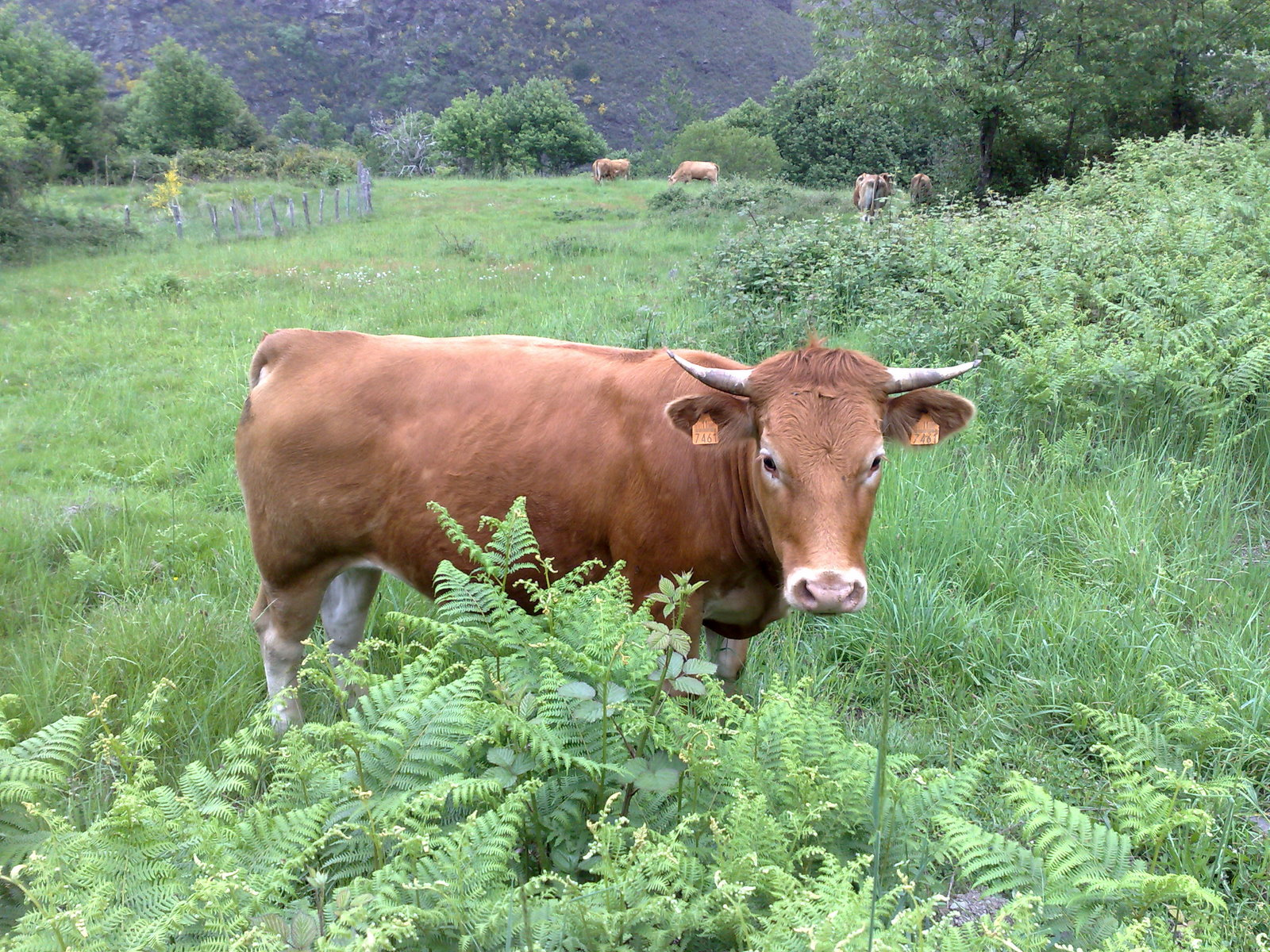
Ruiva galega (Rubia galega)
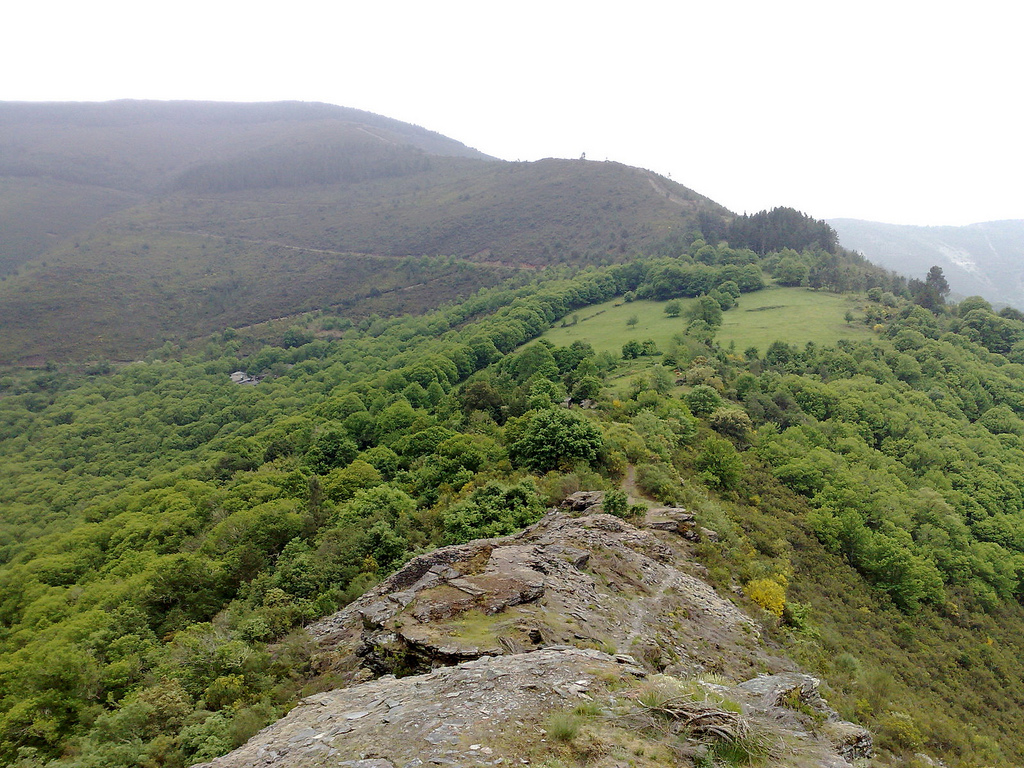
Castro de Vilar
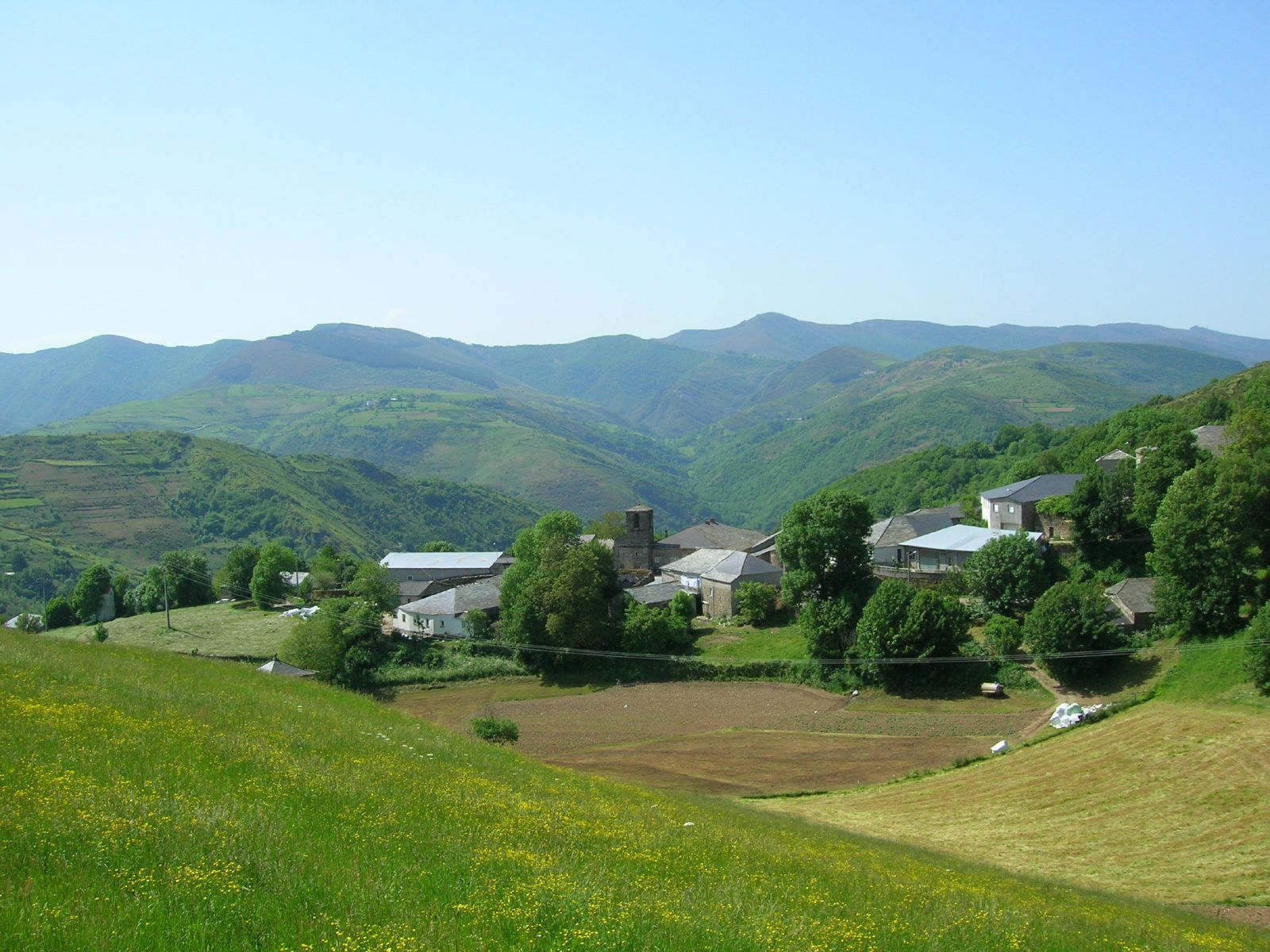
Pacios